# Christopher Telo
Pour les articles homonymes, voir Telo.
 (mars 2012).
Christopher Telo est un joueur suédois de football né le 4 novembre 1989 à Londres (Angleterre). 
Il évolue au poste de milieu de terrain pour l'IFK Norrköping.

## Biographie
À 5 ans, il joue à la fois pour les clubs amateurs de Kimstad Goif et Vånga IF. Mais l'année suivante, il ne porte plus que les couleurs de Kimstad où il évolue jusqu'à ses 12 ans. En 2001, il rejoint les jeunes de l'IFK Norrköping. International -17 à trois reprises, il marque le but de la victoire  de la Suède face à la Hongrie (score final 2-1) lors de sa première apparition sous le maillot Gul och Blå, à l'occasion d'un tournoi amical disputé en République tchèque. 
Le 9 novembre 2008, pour sa première apparition en tant que titulaire sous le maillot de l'IFK Norrköping en Allsvenskan, face à Hammarby, il marque le premier but de sa carrière et le cinquième de son équipe ce jour-là (victoire de l'IFK 5-2). Cette victoire lors du dernier match de la saison ne permet toutefois pas à l'IFK de se maintenir en Allsvenskan (le club était d'ores et déjà assuré de terminer dernier du championnat).